# Paul-José M'Poku
 (mai 2024).
Si vous disposez d'ouvrages ou d'articles de référence ou si vous connaissez des sites web de qualité traitant du thème abordé ici, merci de compléter l'article en donnant les références utiles à sa vérifiabilité et en les liant à la section « Notes et références ».
Paul-José Polo M'Poku, né le 19 avril 1992 à Kinshasa au Zaïre (aujourd'hui la république démocratique du Congo), est un footballeur international congolais qui joue au poste de milieu de terrain.

## Biographie
Paul-José M'Poku commence le football en amateur à Cornesse avec dans son équipe un certain, Luis Pedro Cavanda[réf. nécessaire].
Paul-José M'Poku commence sa formation au Standard de Liège en 2004. En 2008, il part pour l'Angleterre et rejoint le centre de formation de Tottenham Hotspur. Après deux saisons chez les jeunes du club, il est prêté pour un an à Leyton Orient.
Le 19 juillet 2011, il retourne au Standard de Liège où il signe un contrat professionnel de quatre ans.
Le 23 novembre 2012, il inscrit son premier but chez les rouges lors de la rencontre Standard-Lierse, match que le Standard remporte sur le score de 3-0.
Le 26 mai 2013, il signe son premier triplé lors de la victoire 7-0 contre La Gantoise pour le test match européen.
Lors de la saison 2013-2014, il explose réellement au sein du club Liégeois, il prend part à la quasi-totalité des matchs de division 1 belge, et devient l'homme fort de son équipe, avec des joueurs comme Michy Batshuayi notamment. Au terme de cette année haute en émotion, M'poku inscrira 12 buts lors des 49 matches auxquels il a pris part. Le Standard terminera vice champion de Belgique, ratant de peu le titre.
Au début de la saison 2014-2015, M'Poku confirme sa belle saison passée, et devient le pion essentiel et indispensable de l'attaque des rouges. Au vu de ses prestations en Coupe d'Europe ainsi qu'en championnat, Paul-José est cité sur le départ avec insistance.
Il décide ensuite de s'engager, en janvier 2015, avec un club qatari, comme Imoh Ezekiel, où il se fait prêter en Italie, au Cagliari Calcio. Sans véritablement exploser la bas, il se refait prêter, avec option d'achat, de nouveau en Italie, au club de Associazione Calcio ChievoVerona. Ensuite, Il ne veut pas rester une saison de plus sur le banc, alors il demande un transfert définitif, il l'obtient et se dirige vers la Grèce, plus précisément au Panathinaïkos (football). Il joue notamment la Ligue Europa et il affronte le Standard à deux reprises, en phase de poules.

### Standard de Liège
En juillet 2017, il revient au Standard, grâce au président et ami du joueur, Bruno Venanzi.
Il marque son premier but le 4 août 2017 et permet à son équipe de s'imposer 2-1 contre KRC Genk. Le 24 septembre, Paul José Mpoku marque à la dernière minute contre KSC Lokeren d'une frappe des 30 mètres ras du sol qui finit dans le petit filet du gardien adverse Davino Verhulst. Il marque ensuite contre KAS Eupen, Waasland-Beveren et KRC Genk.

## Carrière internationale
Après avoir évolué dans les équipes de jeunes de la Belgique, il déclare en février 2015 : « Pour le moment, les chances que je choisisse le Congo augmentent. Cela me ferait bien sûr plaisir de jouer pour la Belgique mais le Congo insiste. Le sélectionneur Florent Ibenge m'a dit récemment : « Si tu es prêt, appelle-moi » ».  « Je pense que je porterai le maillot du Congo pour le prochain match de qualification pour la Coupe du monde ».
Il a d'abord attendu que le sélectionneur belge, Marc Wilmots, l'appelle mais en vain et il a décidé d'opter pour la RDC.
En mars 2015, il participe à un stage à Dubaï avec l'équipe nationale de la République démocratique du Congo dans lequel il disputera deux matchs amicaux face à l'Irak. Lors de la première opposition, il commence comme titulaire et inscrit un but égalisateur sur penalty. En définitive, le Congo s'inclinera sur le score de 2-1.
Le 29 mars 2016, il fait ses débuts en match officiel avec la République démocratique du Congo en entrant au jeu à la fin d'une rencontre comptant pour les éliminatoires de la CAN 2017 (Angola 0-2 RD Congo). Le 5 juin 2016, à l'occasion du duel entre Madagascar et le Congo, comptant pour les éliminatoires de la cinquième journée des mêmes éliminatoires, il inscrit un doublé, dont le premier but sur un coup franc direct. La République démocratique du Congo l'emporte sur le score de 6-1.
Il participe à la CAN 2017 et marque à deux reprises, un coup franc via la barre transversale contre le Togo, ainsi qu'un but en lucarne contre le Ghana en quart de finale.

## Statistiques

### En club
| Saison                | Club                   | Championnat           | Championnat | Championnat | Coupe(s) nationale(s) | Coupe(s) nationale(s) | Supercoupe | Supercoupe | Compétition(s) continentale(s) | Compétition(s) continentale(s) | Compétition(s) continentale(s) | Autres compétitions | Autres compétitions | Total | Total |
| Saison                | Club                   | Division              | M.          | B.          | M.                    | B.                    | M.         | B.         | Comp.                          | M.                             | B.                             | M.                  | B.                  | M.    | B.    |
| 2010-2011             | Leyton Orient (prêt)   | League One            | 27          | 3           | 7                     | 1                     | -          | -          | -                              | -                              | -                              | 1                   | 0                   | 35    | 4     |
| Sous-total            | Sous-total             | Sous-total            | 27          | 3           | 7                     | 1                     | -          | -          | -                              | -                              | -                              | 1                   | 0                   | 35    | 4     |
| 2011-2012             | Standard de Liège      | Jupiler Pro League    | 12          | 0           | 2                     | 0                     | -          | -          | C1+C3                          | -                              | -                              | -                   | -                   | 14    | 0     |
| 2012-2013             | Standard de Liège      | Jupiler Pro League    | 29          | 9           | 2                     | 0                     | -          | -          | -                              | -                              | -                              | -                   | -                   | 31    | 9     |
| 2013-2014             | Standard de Liège      | Jupiler Pro League    | 37          | 8           | 2                     | 1                     | -          | -          | C3                             | 10                             | 3                              | -                   | -                   | 49    | 12    |
| 2014-2015             | Standard de Liège      | Jupiler Pro League    | 18          | 5           | -                     | -                     | -          | -          | C1+C3                          | 4+5                            | 1+1                            | -                   | -                   | 27    | 7     |
| Sous-total            | Sous-total             | Sous-total            | 96          | 22          | 6                     | 1                     | -          | -          | -                              | 19                             | 5                              | -                   | -                   | 121   | 28    |
| 2014-2015             | Cagliari Calcio (prêt) | Serie A               | 16          | 3           | -                     | -                     | -          | -          | -                              | -                              | -                              | -                   | -                   | 16    | 3     |
| Sous-total            | Sous-total             | Sous-total            | 16          | 3           | -                     | -                     | -          | -          | -                              | -                              | -                              | -                   | -                   | 16    | 3     |
| 2015-2016             | Chievo Vérone (prêt)   | Serie A               | 20          | 0           | -                     | -                     | -          | -          | -                              | -                              | -                              | -                   | -                   | 20    | 0     |
| Sous-total            | Sous-total             | Sous-total            | 20          | 0           | -                     | -                     | -          | -          | -                              | -                              | -                              | -                   | -                   | 20    | 0     |
| Total sur la carrière | Total sur la carrière  | Total sur la carrière | 159         | 28          | 13                    | 2                     | -          | -          | -                              | 19                             | 5                              | 1                   | 0                   | 192   | 35    |

## Palmarès
- Standard de Liège
  - Coupe de Belgique
    - Vainqueur : 2018

  - Supercoupe de Belgique
    - Finaliste : 2018

  - Championnat de Belgique
    - Vice-champion :  2014 et 2018

## Vie privée
Paul-José M'Poku est le frère aîné d'Albert Sambi Lokonga, également footballeur professionnel.